# Budynek przy ul. Piekary 53 w Toruniu
Budynek przy ul. Piekary 53 w Toruniu (tzw. Okrąglak, dawniej nazywany również „beczką” i „ulem”) – budynek Zakładu Karnego Inowrocław – Oddziału Zewnętrznego w Toruniu, znajdujący się przy ul. Piekary 53 w Toruniu. Jest to jedyne w Polsce więzienie w kształcie rotundy. Budynek figuruje w gminnej ewidencji zabytków (nr 2885).

## Historia
W 1853 roku władze pruskie podjęły decyzję o budowie nowego więzienia-aresztu przy ulicy Becker Strasse (ob. ulica Piekary), w sąsiedztwie gmachu sądu. Plan więzienia powstał w 1859 roku. W 1864 roku mistrz budowlany Kraps przygotował szczegółowy projekt rzutów na planie koła. W tym samym roku rozpoczęto budowę gmachu. Prace ukończono w 1866 roku.
Budynek mierzy 20 m wysokości i 18 m średnicy. W chwili oddania do użytku składał się z piwnicy, parteru i czterech pięter. W piwnicy ulokowano pomieszczenia pomocnicze (kuchnię, jadalnię, łaźnię, pralnie, magazyny) oraz karcery. Średnica klatki schodowej wynosi 6 m. Na każdym półpiętrze schodów zamontowano platformy, będące dla dozorców punktem obserwacyjnym. Na każdym piętrze znajdowało się 18 cel. 12 większych po ok. 15 m² powierzchni i 6 mniejszych po ok. 7m² powierzchni. Nad klatką schodową zbudowano szklany dach. Kształt oparto na koncepcji więzienia angielskiego filozofa i prawnika Jeremego Benthama, który zalecał budowę więzienia z jednym centralnym punktem obserwacyjnym, umożliwiającym obserwowanie całego więzienia (tzw. panoptikon).
Obok więzienia wybudowano budynek administracyjny, warsztat i kuchnię przywięzienną. Cały teren został otoczony murem o wysokości 3 m. Więzienie i budynek sądu połączono podziemnym korytarzem.
Przez pierwsze 10 lat budynek pełnił funkcję więzienia Kreisgericht (Sądu Powiatowego). W 1879 roku Okrąglak przemianowano na das landgerichtliche Gefängnis (pol. więzienie sądu krajowego).
Z zachowanych dokumentów wynika, że w Okrąglaku wykonywano karę śmierci poprzez powieszenie.
W latach 1920–1939 pełnił on funkcję więzienia karno-śledczego (w 1935 roku odnotowano rekordową liczbę: 600 osadzonych). Podczas II wojny światowej był on małym zakładem karnym. Do 1957 roku w więzieniu osadzano również kobiety. W latach 1989–1993 w toruńskim areszcie przeprowadzono generalny remont, poprzedzony pracami archeologicznymi, na czas którego zawieszono funkcjonowanie placówki. W wyniku prowadzonych wówczas prac zmniejszono cele, drewniane podłogi zastąpiono betonowymi, dobudowano wiele dodatkowych krat i bram, wyposażając je w zabezpieczenia elektromagnetyczne, nadbudowano także mur ochronny. Przeprowadzono również oczyszczenie elewacji budynku.
Obecnie w podziemiu znajdują się pozostałości dawnego muru miejskiego i baszty Koci Ogon.

## Budynek w kulturze
W budynku powstały zdjęcia do filmu Rok spokojnego słońca reżyserii Krzysztofa Zanussiego. W 2012 roku premierę miał film Marcina Gładycha pt. Panoptikon – paradokument historyczny przedstawiający stulecie historii Polski i Torunia oczami więźniów Okrąglaka.